# Berthy Suárez
Juan Berthy Suárez, plus connu sous le nom de Berthy Suárez ou encore de Chicho Suárez (né le 24 juin 1969 à Santa Cruz de la Sierra en Bolivie) est un joueur de football international bolivien, qui évolue au poste d'attaquant.

## Biographie

### Carrière en sélection
Avec l'équipe de Bolivie, il dispute 28 matchs (pour 8 buts inscrits) entre 1991 et 1999. Il figure notamment dans le groupe des sélectionnés lors des Copa América de 1991 et de 1995.

## Palmarès
Guabirá
- Championnat de Bolivie :
  - Meilleur buteur : 1995 (28 buts).